# Dollnstein
Dollnstein – gmina targowa w Niemczech, w kraju związkowym Bawaria, w rejencji Górna Bawaria, w regionie Ingolstadt, w powiecie Eichstätt. Leży na terenie Parku Natury Altmühltal, w Jurze Frankońskiej, około 10 km na zachód od Eichstätt, nad rzeką Altmühl, przy linii kolejowej Ingolstadt – Würzburg i Rennertshofen – Dollnstein.
W skład gminy wchodzą następujące dzielnice: Breitenfurt, Dollnstein, Hagenacker, Eberswang, Obereichstätt i Ried.
W miejscowości jest przystanek kolejowy Dollnstein.

## Demografia
Dane o ludności z 31 grudnia 2008:
| Opis                                | Ogółem | Ogółem | Kobiety | Kobiety | Mężczyźni | Mężczyźni |
| ----------------------------------- | ------ | ------ | ------- | ------- | --------- | --------- |
| Jednostka                           | osób   | %      | osób    | %       | osób      | %         |
| Populacja                           | 2794   | 100    | 1377    | 49,28   | 1417      | 50,72     |
| Wiek przedprodukcyjny (0–17 lat)    | 565    | 20,22  | 251     | 8,98    | 314       | 11,24     |
| Wiek produkcyjny (18–65 lat)        | 1706   | 61,06  | 827     | 29,6    | 879       | 31,46     |
| Wiek poprodukcyjny (powyżej 65 lat) | 523    | 18,72  | 299     | 10,7    | 224       | 8,02      |

## Polityka
Wójtem gminy jest Hans Harrer, rada gminy składa się z 14 osób.
|      | CSU | SPD | AFWG | Razem |
| 2008 | 6   | 5   | 3    | 14    |
| 2002 | 6   | 4   | 4    | 14    |